# Indus
Indus, o Índio, é uma constelação do hemisfério celestial sul. O genitivo, usado para formar nomes de estrelas, é Indi. 
As constelações vizinhas, segundo as delineações contemporâneas, são o Grou, o Microscópio, o Telescópio, o Pavão, o Oitante e o Tucano.
Um dos destaques da constelação é a estrela Épsilon Indi, uma das mais próximas do Sol, a apenas ~11,82 anos-luz.

## História

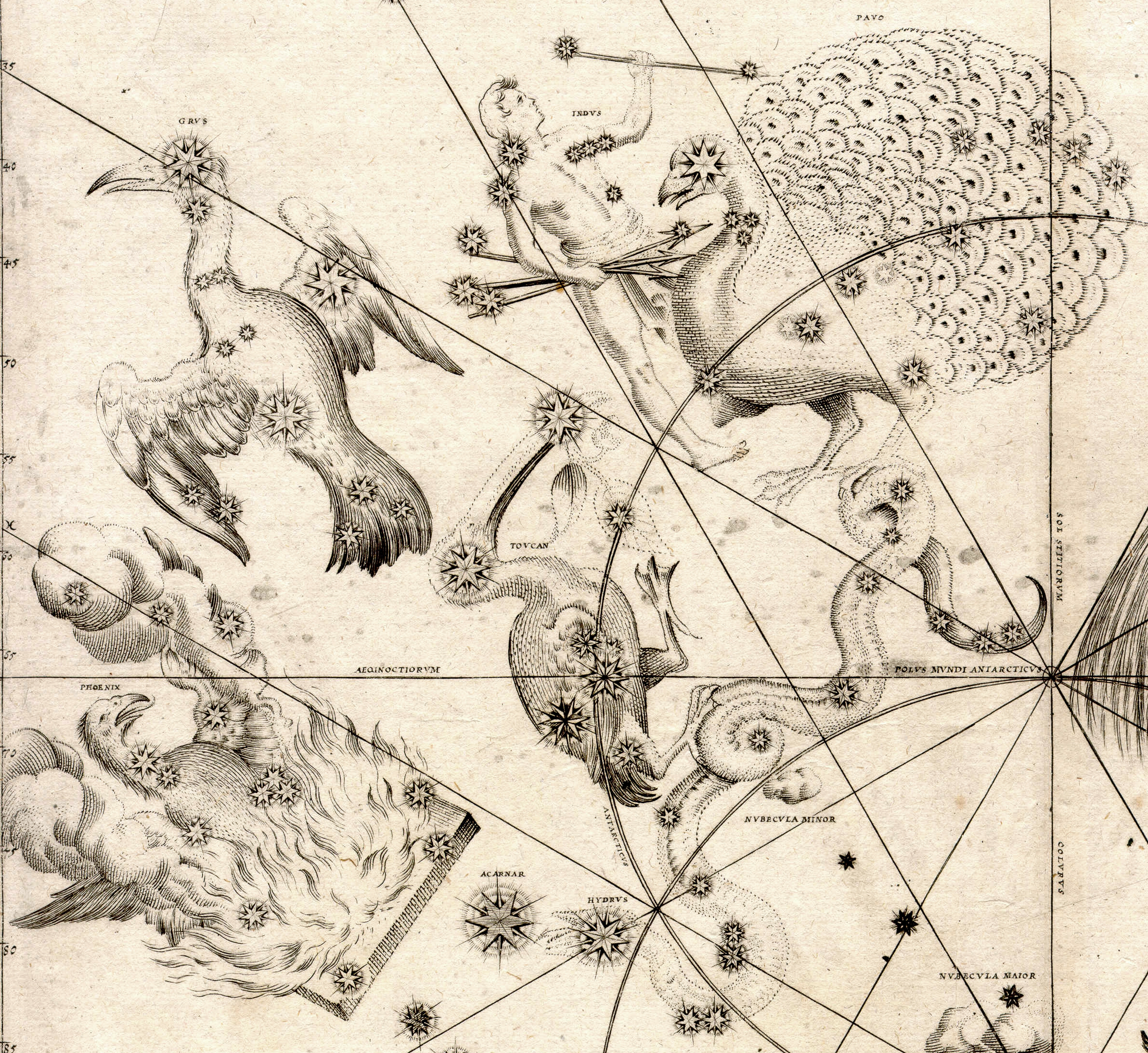
Primeira aparição do Índio num mapa celeste, no caso: a Uranometria de Johann Bayer.

A constelação foi uma das doze inventadas por Pedro Plâncio das observações de Pieter Dirkszoon Keyser e Frederick de Houtman, e apareceu pela primeira vez num globo celeste de 35 cm. de diâmetro publicado em 1597, em Amsterdã, por Plâncio e Jodocus Hondius. A primeira aparição desta constelação num atlas celeste foi na obra Uranometria, de Johann Bayer, em 1603. Plâncio representou a figura como um homem nu segurando flechas em ambas as mãos, mas sem arco.

## Características

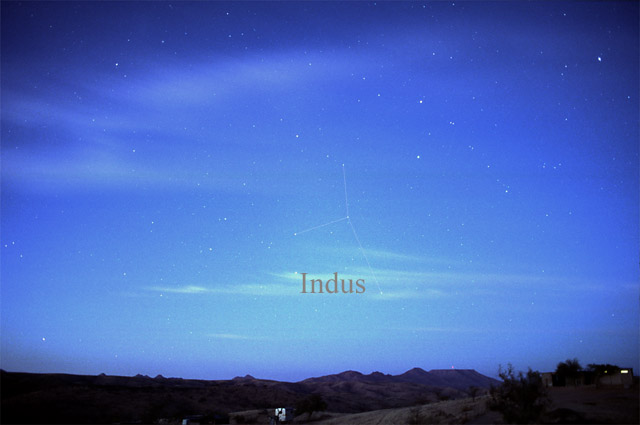
A constelação do Índio vista a olho nu.

A constelação do Índio não possui estrelas brilhantes propriamente ditas. A mais brilhante que possui, Alpha Indi, é uma gigante laranja de magnitude 3,1 a 101 anos-luz da Terra. Beta Indi é uma gigante laranja de magnitude 3,7 a 600 anos-luz da Terra. Delta Indi é uma estrela branca de magnitude 4,4 a 185 anos-luz da Terra.
Épsilon Indi é uma das estrelas mais próximas da Terra, a aproximadamente 11,8 anos-luz, e é uma anã laranja de magnitude 4,7, o que significa que o Sol é um pouco maior e mais quente por ser uma anã amarela. Descobertas recentes revelaram que trata-se sistema binário contendo anãs marrons, que há muito têm sido candidatos de destaque nos estudos do SETI.
O Índio possui também uma estrela binária brilhante: Theta Indi. É possível avistar ambas com telescópios amadores, dada a distância de apenas 97 anos-luz da terra. A estrela primária é branca e tem magnitude 4,5 e a secundária é uma estrela branca de magnitude 7.
T Indi é a única estrela brilhante variável do Índio. É uma gigante vermelha de cor marcante, semirregular, com um período rotacional de 11 meses e a 1900 anos-luz da Terra. Possui magnitude mínima de 7 e máxima de 5.
Outros destaques para observadores amadores incluem duas galáxias: a espiral NGC 7090 e a elíptica NGC 7049.